# Хилькевич, Павел Павлович
Павел Павлович Хилькевич — советский хозяйственный, государственный и политический деятель.

## Биография
Родился в 1933 году. Член КПСС.
В 1972—1977 — заместитель заведующего отделом агитации и пропаганды Московского горкома КПСС.
В 1977—1983 — второй секретарь Севастопольского районного комитета КПСС города Москвы
В 1983—1986 — первый секретарь Свердловского районного комитета КПСС города Москвы.
В 1986—1988 — заведующий отделом культуры Московского городского комитета КПСС.
В 1988—1989 — заведующий идеологическим отделом Московского городского комитета КПСС.
Делегат XXVII съезда КПСС и XIX партконференции.
Жил в Москве.

## Награды
- Орден Знак Почёта (14.11.1980)